# アノリーニ

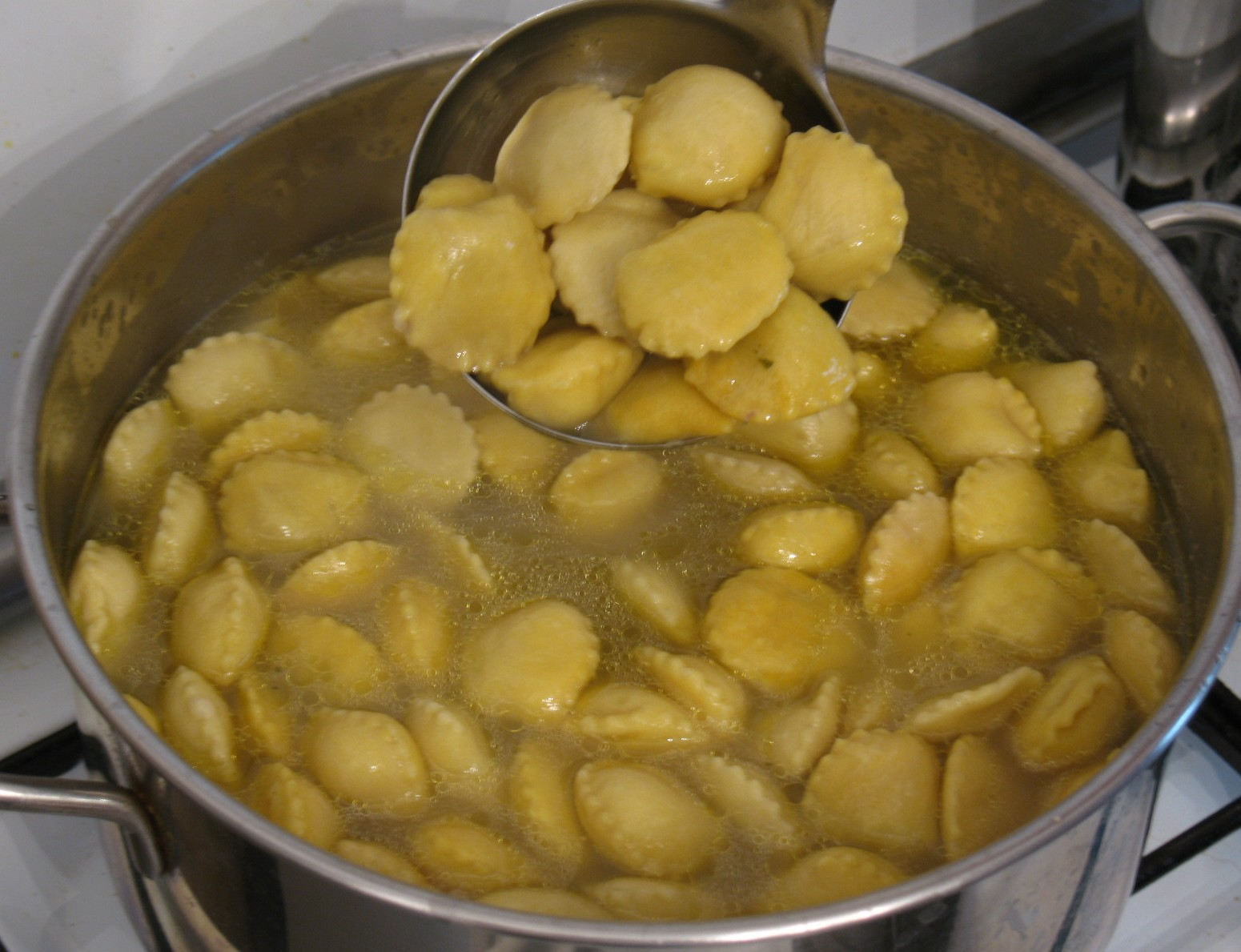
アノリーニを茹でているところ

アノリーニ（イタリア語: anolini）はイタリアのパルマで伝統的に食されている詰め物パスタ。
カペレッティ（cappelletti）とも呼ばれる。
伸ばした2枚のパスタ生地に一定間隔で詰め物を挟み、型抜きすることで作る。
パルマでは、アノリーニを浮かべたスープは代表的なクリスマス料理である。